# Роман Куркуас
Роман Куркуас (? — близько 969) — військовий діяч Візантійської імперії.

## Життєпис
Походив зі знатного вірменського роду Куркуасів. Син Іоанна Куркуаса, доместіка схол Сходу. Народився у Костянтинополі. Є згадка, що чудовим чином врятувався від тяжкої гарячки втручанням Діви Марії в церкві Живоносного Джерела. Розпочав військову кар'єру під орудою батька. Брав участь у військових походах проти арабів у 940-х роках.
Завдяки гарним стосункам батька з імператором Костянтином VII, який зумів позбавитися від влади Лакапінів, Роман Куркуас успішно робив кар'єру за правління цього імператора. У 944 році призначений стратегом феми Халдія. На цій посаді вправно діяв проти мусульман, захопивши низку фортець. За це отримав титул патрикія. Йому було довірено керування військами декількох фем у Месопотамії.
За правління імператора Романа II отримав посаду стрателата Сходу та титул магістра. У 963 році після смерті імператора підтримав родича Никифора Фоку у боротьбі з євнухом Йосифом Брінгом та доместіком схол Заходу Маріаном Аргиром. Внаслідок цього Фока став новим імператором. 
На дяку Романа Куркуаса було призначено доместіком схол Заходу. На цій посаді під орудою імператора брав участь у військових походах проти Болгарії. Помер близько 969 року.

## Родина
- Іоанн (?—971)